# Asen Vasiliev
Asen Vasiliev Petrov (Асен Василиев; 2 de Junho de 1900, Kyustendil - 21 de Junho de 1981, Sofia) foi um crítico de arte e artista búlgaro, professor e cidadão honorário de Kyustendil.
É membro da União dos Artistas Búlgaros e avatar para a criação da primeira enciclopédia regional e local búlgara da sua região nativa de Kyustendil.
Foi um dos iniciadores da celebração do 1300.º Aniversário do Estado Búlgaro.